# 印度外匯存底
印度外匯存底 （英語：Foreign-exchange reserves of India，也可譯為印度外匯儲備）是指以印度國家貨幣 - 印度盧比 - 之外的其他貨幣計價的現金、銀行存款、債券及其他金融資產。這些外匯存底由印度儲備銀行 (Reserve Bank of India, 簡稱RBI) 代表印度政府進行管理，存底的主要組成部分是外幣資產。
外匯存底是印度於該國經濟放緩時用來應對的第一道防線， 但在取得以及管理這些儲備也會有相應的成本 。外匯存底有助於促進國家的對外貿易和支付，並推動印度外匯市場的有序發展和維護 。
印度截至2024年9月27日的外匯存底總額約為7,048.9億美元. 根據印度儲備銀行於2023年9月8日發佈的每週統計補充資料，其中外幣資產 (foreign currency assets， 簡稱FCA) 約為6,160億美元，黃金儲備（gold reserves）約為657億美元，在國際貨幣基金組織 (IMF) 的特別提款權 (special drawing rights，簡稱SDRs) 約為185.47億美元，以及在IMF的儲備頭寸約為43億美元。印度2014-15財政年度的經濟調查報告曾指出，印度可將外匯存底目標訂在7,500億至1兆美元之間 。
印度的外匯存底主要由美元組成，形式為美國政府債券和機構發行的債券。其中將近7.34%的外匯存底為黃金。外幣資產除美國政府債券（美國財政部發行）、其他特定政府債券，以及在國外中央銀行和商業銀行中的存款。印度持有的外匯存底截至2021年9月位居世界第四，排名在中國、日本及瑞士之後。 

## 組成
《印度1934年儲備銀行法（Reserve Bank of India (RBI) Act, 1934）》和《印度1999年外匯管理法》為管理該國外匯存底立下法律依據。印度儲備銀行在公開市場操作中向授權經銷商購買外幣來累積外匯存底。一旦全球利率開始上升，印度的外匯存底可為印度盧比對主要外國貨幣出現價格波動，提供緩衝用途 。
印度的外匯存底由以下四個類別組成： 
1. 外幣資產 - 該國截至2021年3月的外幣資產總額為5,366.9億美元，其中3,598.7億美元投資於海外證券，1,533.9億美元存放在其他國家的中央銀行，以及23.42億美元 (佔外幣資產總額的4.36%) 存放在海外商業銀行。[13]
2. 黃金 - 印度儲備銀行截至2021年3月持有695.31公噸黃金.。其中403.01公噸由英格蘭銀行和國際清算銀行保管。292.30公噸黃金則存放在國內 。[13]
3. 特別提款權
4. 儲備頭寸

## 統計數據

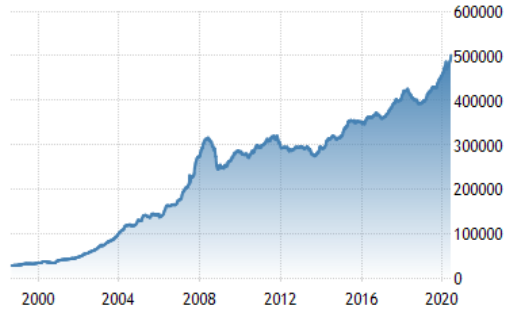
自公元2000年起的印度外匯存底累積金額走勢圖。

- 印度於1960年的外匯存底僅能支付該國8.6週的進口所需。[14]
- 迄1980年，印度擁有超過70億美元的外匯存底，比當時中國的水平 (25.5億美元) 高出一倍多 。[8]
- 迄1990年，該國外匯存底僅能支付4.8週的進口所需。[14]
- 印度外匯存底迄2004年已達到1,000億美元，是個新的里程碑。
- 印度在2009財政年度，由於盧比兌換美元貶值22%，被迫在即期市場拋售近350億美元外匯存底以挽救印度盧比 。
- 印度於2000年從國際貨幣基金組織購買200公噸黃金，價值67億美元（約當45.7億歐元，41億英鎊）。[15]
- 印度於2020年6月的外匯存底首次突破5,000億美元大關。[16]
- 印度外匯存底於2021年6月首次突破6,000億美元大關。[17][18]
- 印度外匯存底總額於2021年9月8日達到6,424.53億美元的歷史新高，[19]在2023年9月8日跌至5,988.9億美元，[20]並在2024年3月再次升至6,426.3億美元，創下歷史新高。[21]
- 印度外匯存底總額於2024年9月27日達到7,048.9億美元的歷史新高。[4]
- 印度儲備銀行於2025年5月23日星期五公布的數據顯示，截至2025年5月16日，印度的外匯存底總額降至6,857億美元。[22]

## 主要增長原因
印度的外匯存底從2004年的"1000億美元"大幅增長到2025年的"7000億美元"左右，反映出該國經濟在過去二十年來的顯著轉型與多重因素的共同作用。這期間的增長不僅鞏固印度的經濟韌性，也提升其在全球經濟中的地位。
1. 首先是該國強勁的服務業出口是推動外匯存底增長的核心動力。印度以其發達的資訊科技（IT）服務、軟體開發和商業流程外包 (BPO) 產業聞名全球。這些服務的大量出口為印度帶來持續且龐大的外幣收入。印度的IT產業涵蓋資訊科技服務（IT service）和業務流程外包（BPO）。 [23]該國在2022財政年度，IT service和BPO產業佔印度GDP的7.4%。 [24][25]在2024財政年度，IT service和BPO產業的總收入估計為2,539億美元。 [26][27][28]在2023財政年度，IT service和BPO產業的國內收入估計為510億美元，出口收入估計為1,940億美元。[27][28]截至2023年3月，印度的IT service和BPO產業總共僱用540萬人。[29][27][28]
2. 其次為外國直接投資 (FDI) 的穩健流入，是另一個關鍵因素。印度政府近年來積極推動經濟改革，改善營商環境，吸引大量外國資本進入其製造業、基礎設施、服務業等多個領域。這些FDI帶來外幣資金，直接增加國家的外匯存底。例如由於該國放寬21個部門的87項外國直接投資規則，導致在2016年至2017年兩年間流入印度的FDI金額達到601億美元。.[30][31]雖然外國直接投資金額偶爾會有波動，但印度作為一個龐大且不斷增長的市場，對外資的吸引力長期不減。
3. 再者，來自海外印度僑民的匯款（僑匯）也有巨大貢獻。遍布全球的印度裔人口將其在海外賺取的收入匯回國內，這些匯款以美元等外幣形式進入印度，成為外匯存底的重要來源。印度是全球最大的僑匯接收國之一，這筆穩定的資金流在外匯存底的累積中扮演有"無名英雄"的角色。印度之所以能成為主要的匯款接收國，是受惠於其遍布全球的廣大僑民網絡。這些僑民透過各種管道，如傳統銀行、ACH（自動清算所）或電匯，以及數位服務提供商，將資金匯回印度。印度已成為全球最大的匯款接收國之一。匯款金額於2021年飆升至約1,056億美元，反映出海外印度社區在全球經濟不確定性中，仍持續為該國提供支持。到2022年，匯款金額更達到1,110億美元以上的紀錄，讓印度持續是全球金融轉移的主要目的地 。[32]印度預計於2023年收到1,250億美元匯入款，標誌有顯著的增長，也突顯此種流入資金對印度經濟持續發展有其重要性 。[33]
4. 此外，印度儲備銀行的審慎管理和市場干預，在外匯存底的累積和穩定中發揮有非常重要的作用。當有大量外幣流入時，RBI會透過在公開市場購買美元等外幣，以防止盧比過度升值，從而保護印度的出口競爭力。這些購買行為直接增加外匯存底。同時，RBI也將這些儲備投資於相對安全且流動性高的資產（如美國政府債券），以確保其保值和流動性，並在需要時用於穩定匯率或應對外部衝擊。
5. 最後是因為全球經濟環境的相對穩定（除特定危機時期）和投資者對新興市場的信心，也為印度的外匯存底增長提供有利的外部條件。儘管全球經濟偶有波動，但印度相對穩定的宏觀經濟基本面和改革的持續推進，使其在吸引資本方面表現突出。

## 外部連結
- IMF - India
- Reserve Bank of India 的存檔，存档日期2015-06-14.

Template:Economy of India